# Malcolm Lincoln
Malcolm Lincoln es un dúo estonio. Sus integrantes son Robin Juhkental (voz) y Madis Kubu (bajo), los cuales describen su estilo musical como un "electropop muy peculiar". El dúo, junto con los coristas Manpower 4, ganaron el Eesti Laul 2010 con la canción Siren, con la cual representaron a su país en el Festival de la Canción de Eurovisión 2010 en Oslo, Noruega.
El nombre de la banda se origina gracias al concurso Miljonäriks saada kes tahab? (versión estonia de ¿Quién quiere ser millonario?), donde los integrantes de la banda escucharon una respuesta incorrecta a una pregunta relacionada con Abraham Lincoln, el decimosexto presidente de los Estados Unidos.

## Discografía

### Álbumes de estudio
- Loaded With Zoul (2010)

### Sencillos
- "Siren" (2010)